# プログラミング言語年表
プログラミング言語年表（プログラミングげんごねんぴょう）は、コンピュータプログラミング言語に関する年表である。個々の言語の詳細については、個別の記事にゆずる。

## 1940年以前
チャールズ・バベッジが計画した「機械式コンピュータ」と言える装置である解析機関についての文章をイタリアの数学者で政治家ルイジ・メナブレアが執筆し、1842年から1843年の9ヶ月間にエイダ・ラブレスがそれを翻訳した。この記事の中で彼女はこの機械でベルヌーイ数を計算する完全なプログラムを掲載した。これは世界初のコンピュータプログラムであると言われている。ただし、これは機械（コンピュータ）に対する命令そのもの（機械語）で記述されたプログラムであり、「プログラミング言語」としては広義のそれとなる。
1801年にジャカード織機が発明された。パンチカードを利用するもので、布に織り込む模様に対応した縦糸(経)の上げ下げの対応がそのまま厚紙の穴になったもので、コンピュータプログラムと見るのは無理があるが「プログラマブルな装置」の一種である。オルゴールや自動オルガンなど他にもいろいろある。後に、列車の中で車掌が切符に穴を開け乗客についての情報を穴の位置で記録するのを見たハーマン・ホレリスは、このパンチカードを情報の記録に使うことを発想し、1890年の国勢調査にパンチカードを利用する機械（タビュレーティングマシン）を提供した。
以上のような具体的な数値の計算ばかりではなく、数学の中でもより抽象的な分野で、記号の操作というもっと広い範囲で「計算」というものを形式的に表現する手法が1900年前後から研究されていた。これは数学基礎論や数理論理学と関係する。
アロンゾ・チャーチはラムダ計算を提案した。チューリングマシンは有限オートマトンと無限の長さがあるテープ（理論で扱う上では）を使う。これらのような、計算を形式化したものを計算モデルと言う。理論的にはラムダ計算もチューリングマシンも他の多くの計算モデルも、何が「計算可能」であるかという点では同等の能力を持つことが証明されていて、これらの計算モデルで計算可能であるということを、「計算可能」ということの定義としよう、という定立がチャーチ＝チューリングのテーゼである。
チューリングマシンには実際のコンピュータ、特に古典的ないわゆるノイマン型に似たところがあり、一方のラムダ計算は現代的な高水準プログラミング言語のHaskellにおいてその基礎のひとつになっている。ある意味でコンピュータ科学の端と端が、数学の基礎を通してつながっているという興味深い関連とも言える。

## 1940年代
電子式コンピュータは1940年代前後から作られ始めた。最初期のコンピュータはそれ自体で言語処理系を実行できるような能力などなく、機械語ないしごく単純なアセンブリ言語でプログラムを記述する以外になかった。また、機械語に変換する作業さえ人手で行われることもあった。しかし、プログラミングは高度に知的な努力を求められる作業であり、バグの無いプログラムを書くことやデバッグ作業の大変さは、この時代に既に指摘があった。
1948年にコンラート・ツーゼがプランカルキュール (Plankalkül) についての論文を発表した。しかしながら当時は実装されず、他のプログラミング言語の開発と進化には、Superplanと共にALGOL 58に影響を与えた。
この期間中に開発された主要なプログラミング言語には以下のようなものがある。
- 1943年 プランカルキュール (Plankalkül)
- 1943年 ENIAC coding system
- 1949年 C-10

また、EDSACのinitial ordersに代表されるが、この時代のコンピュータでは、現代のブートローダに相当するものに、簡単なアセンブラのような機能（1文字のニモニックと十進で表現された数値からなる命令の表現を、内部のバイナリに変換しながらロードする）を持たせていたものも多い。

## 1950年代後半-1960年代半ば
この時代には、人間にも理解しやすい言語を目指す高水準言語の開発が始まり、1950年代後半からFORTRAN、COBOL、LISP、ALGOLなど初期の代表的なプログラミング言語が登場した。
- 1957年 IBMのジョン・バッカスらがFORTRANを完成。1954年から開発が始まった。高級言語としては最初のものである。その後、何度かの仕様改定を行い、2010年現在も科学技術計算など大規模な計算を必要とする分野で使用されている。
- 1958年 ALGOL58を発表。アメリカ系のFORTRANに対抗して、ヨーロッパの研究者の主導で開発された。構造化プログラミングの考え方を取り入れた最初の言語である。その後、改良が進められたが、当時の水準ではコンパイラの作成が難しく、あまり普及しなかった。構造化プログラミングは後に登場するPascalやC言語など多くの言語に影響を与えた。
- 1959年 IBMがRPGを開発。Report Program Generatorのアクロニムであり、クエリの作成に特化したプログラム言語であるが、のちに他の機能の仕様も追加された。2018年現在でもIBMのミッドレンジコンピュータであるAS/400（現・System i）の開発では主力の言語である。
- 1960年 J.SammetらがCOBOLを発表。アメリカ国防総省主導で開発した。初期の高級言語の1つ。必ずしも専門的な知識・技能・経験などを持たない事務員や官吏らにも馴染みやすいよう工夫され、自然言語である英語に似せて作られたため、事務処理言語として広く普及した。COBOLは2010年現在でも企業の事務処理系システムで利用されている。
- 1960年 MITのジョン・マッカーシーがLISPを発表（開発したのは1958年）、ポーランド記法を使用した独特の文法を持つ言語であり、「純粋ではない」が最古の関数型言語でもある。現在でも人工知能やEmacsの記述言語などに使用されている。
- 1964年 米ダートマス大学がBASICを開発（ダートマスBASIC）。その後、1970年代にマイクロソフトがMS BASICを発表し、8ビットパソコンにROM BASICとして搭載され広まった。8ビットパソコン時代 （1970年代後半-1980年代前半）の中心的な言語となった。
- 1966年 IBMがPL/Iを発表。IBMがシステム/360用に開発した。当時、科学技術計算にはFORTRAN、事務処理にはCOBOLという図式ができていたが、PL/Iは双方の用途を1つの言語でカバーすることを目的とした。

## 1960年代後半-1970年代
この頃に登場したC言語とその派生言語は2000年代に入った現在でも広く使用されている。オブジェクト指向プログラミングの概念が登場し、のちにSimula (C++) 系統とSmalltalk系統に分かれることになる。
- 1966年 ケンブリッジ大学のマーティン・リチャーズがBCPLを開発。フロントエンドとバックエンドの分離、中間言語形式の生成など、現在のコンパイラ技術の基礎はここで確立した。後にB言語に影響を与え、C言語へと発展した。
- 1967年 ノルウェー計算センターのクリステン・ニガードとオルヨハン・ダールがSimulaを開発する。オブジェクトの概念をもつ言語としては最古の言語である。
- 1968年 チャールズ・ムーアがForthを発表。逐次型の手続き型言語として組み込み向けによく使われる。
- 1969年 スイス、チューリッヒ大学のニクラウス・ヴィルトがPascalを設計。中期の代表的な構造化言語の1つ。構文にALGOLの影響が強く見られる。その後、教育用言語として1980年代頃から広く普及した。のちのObject PascalやDelphiもPascalから派生した言語および処理系である。
- 1970年頃 ベル研究所のケン・トンプソンらがB言語を開発。中間コードを生成し、インタプリタで実行する。yaccの初期バージョンはB言語用であった。その後、C言語へと発展した。
- 1972年 デニス・リッチーらがC言語を開発。C言語はプログラム開発の中心的な言語となり、2010年代でも改訂が続けられながら広く使用されている。また、1980年代にはオブジェクト指向の考え方を取り入れたC++へと発展した。
- 1972年 アラン・カルメラウアーとフィリップ・ルーセルがPrologを開発。人工知能研究とエキスパートシステムの実現のための主要言語として広く採用された。
- 1970年代前半 XEROXがSmalltalkを開発。パロアルト研究所で開発が進められた。オブジェクト指向を導入した黎明期の言語の1つであり、「オブジェクト指向」という言葉を最初に定義した言語でもある。後のオブジェクト指向型言語に多大な影響を与えた。
- 1974年 エディンバラ大学でMLが開発される。型推論の機能を持つ関数型言語。後に方言としてObjective Camlが派生。
- 1977年 テキスト編集ツールとしてawkが開発される。この名前は3人の開発者の頭文字からとられた。後に機能が強化され、テキスト処理に優れた言語としてスクリプト言語のはしりとなる。
- 1977年エドガー・F・コッドとIBMによって関係モデルデータベースを管理するための言語であるSQLが開発された。SQLは非手続き型言語であったが、後にOracleのPL/SQLやWindows ServerのTransact-SQLなど手続き型言語に拡張された言語が生み出された。
- 1979年 Ada。アメリカ国防総省主導で開発した。ジェネリックプログラミング（総称、汎化）、例外処理など先進的な考え方も取り入れていた。

## 1980年代
ミニコンピュータの世界では、1970年代に登場したC言語がUnixとともに広く普及した。C言語の最初の標準化は1989年である。一方、1970年代末頃からパーソナルコンピュータが普及しはじめ、8ビットパソコン時代には、その内蔵ROMに書かれた言語としてBASICが爆発的に普及した。
- 1983年 C++が命名される。Simulaの設計を参考に、C言語にオブジェクト指向を導入した。しばらくは模索の時代が続き、次第に仕様が固められていった。C言語とともにプログラム開発の中心的な言語となった。一方で、多くの仕様拡張を行った結果、複雑な仕様の言語となった。
- 1983年 ブラッド・コックスによって、Objective-Cが開発される。C++と同じくC言語との上位互換を持つオブジェクト指向型言語であるが、C言語の仕様を拡張する形で発展したC++と違い、SmalltalkのオブジェクトシステムをそのままC言語に取り付けたような仕様になっている。後にNeXTやmacOSの公式開発言語として使用されるようになった。
- 1983年 アップルコンピュータ（現Apple）がLisa PascalにClascal（英語版）と呼ばれるPascalのオブジェクト指向拡張を導入。
- 1984年 PostScriptが発表される。ページ記述に用いられるプログラミング言語であり、電子印刷を一般化させた。
- 1984年 AI研究で利用されていた主要なLISP方言(主にMACLISP系統)を統一する試みであるCommon Lispの仕様書として、ガイ・スティールが "Common Lisp the Language" を出版する。Common Lispは、既に登場していたSchemeとともに、2020年代においてもLISPの主流となっている。
- 1985年 バートランド・メイヤーによってEiffelが開発される。高品質なオブジェクト指向開発のためのユニークな機能を多く実装し、後続の言語に影響を与えた。
- 1986年 アップルコンピュータがObject Pascalと呼ばれるPascalのオブジェクト指向拡張をサポートするソフトウェア開発環境Macintosh Programmer's Workshop（英語版）をリリース。
- 1987年 ラリー・ウォールによってPerlが開発される。その後、主にCGIなどの用途で広く普及した。
- 1987年 AdaがISO標準（ISO/IEC 8652）となる。
- 1988年 スティーブン・ウルフラムによってMathematicaが発表される。Mathematicaは複数のパラダイムをエミュレートするプログラミング言語としても強力である。
- 1989年 C言語がANSI標準となる。

## 1990年代
ワークステーションなどの世界ではあたりまえであったGUI化がパーソナルコンピュータにも及び、GUI環境のアプリケーション開発を支援する高度なRAD環境や、ビジュアルプログラミング言語なども盛んになった。80年代の、シェルスクリプトやAwkやPerlに続くような、各種のスクリプト言語もあらわれた。
- 1990年 ボーランドがObject PascalをサポートするTurbo Pascal 5.5をリリース。
- 1990年 グイド・ヴァンロッサムによってPythonが開発される。オブジェクト指向のスクリプト言語として欧米で広く普及している。
- 1990年 C言語のANSI標準（1989）をベースとしたISO標準（ISO/IEC 9899）が策定される。
- 1990年 スクリプト言語Tclが公開。GUIツールキットTkと組み合わせたGUIスクリプティング環境Tcl/Tkとして広く知られる。
- 1990年 Haskellバージョン1.0報告書が発表される。
- 1991年 マイクロソフトがMicrosoft Visual Basicを発表。Windows専用のGUIアプリケーション開発言語。BASICの名前がついているが、1980年代までのBASICとは大きく異なる。
- 1993年 まつもとゆきひろがRubyを開発（発表は1995年）。Perlのように使えるスクリプト言語を、純粋なオブジェクト指向言語として設計。
- 1993年 Luaがリリースされる。C言語のホストプログラムに組み込まれることを前提に開発された、高速な動作を特徴とするスクリプト言語。
- 1993年 ニュージーランドのオークランド大学のRoss IhakaとRobert Clifford GentlemanによりR言語が作られた。
- 1993年 マイクロソフトがVisual Basic for Applications (VBA) を搭載したMicrosoft Excel 5.0をリリース。以後、Microsoft Officeを利用するエンドユーザー向けのマクロ言語として浸透した。
- 1994年 Common LispがANSI標準となる。
- 1995年 AdaのISO改訂。オブジェクト指向言語のうち初めての国際標準。
- 1995年 ボーランドが統合開発環境Delphiを発表。プログラミング言語としてObject Pascalの独自拡張を利用する。Windows専用のGUIアプリケーション開発環境。
- 1995年 サン・マイクロシステムズがJavaを発表。Java仮想マシン上で動作する。本格的なオブジェクト指向言語の1つ。当初は組み込み機器向けのアプリケーションソフトウェア記述言語として開発され、C++の構文をベースに、複雑な機能や不要な機能をそぎ落として言語仕様を簡素化したもの。ウェブブラウザ上で動作するJavaアプレットの開発言語として注目され広まった。その後は、サーバ分野やモバイル分野などでも広く使われている。
- 1995年 ラスマス・ラードフがPHP/FIを開発。後のPHPの元になる。サーバ分野で広く使われている。
- 1996年 音響合成に特化したプログラミング言語としてSuperColliderが開発される。
- 1997年 JavaScriptの標準仕様としてECMAScriptが標準化される。
- 1998年 C++がISO標準となる（ISO/IEC 14882）。言語仕様が確定するまで、出現から15年を要したことになる。
- 1998年 エリクソンがErlangを公開。並行処理指向のプログラミング言語および実行環境。

## 2000年代
情報機器がネットワークでつながる時代になるにつれて、従来にはない問題が生じた。従来のソフトウェアは単体機器や閉鎖的なネットワークで動作するため、深刻な誤動作をしなければ良しとされていたが、情報機器が広くネットワークにつながりはじめたことで些細な欠陥も許容されない時代へと入った。具体的にはバッファオーバーフローに代表される不具合に対して防衛的でない言語の利用を避け、安全な言語の利用が増えるようになった。
- 2000年 マイクロソフトがC#を発表。.NET共通言語ランタイム (Common Language Runtime, CLR) という仮想マシン環境で動作するオブジェクト指向言語。Delphi (Object Pascal) およびJavaの影響を強く受けており、C++とJavaの中間的な特徴をもつ。2002年に.NET Framework 1.0および姉妹言語のVisual Basic .NETとともに正式リリース。
- 2002年 ECMAScriptがISO標準となる（ISO/IEC 16262）。
- 2003年 マーティン・オーダスキーがScalaを開発。オブジェクト指向言語と関数型言語の特徴を統合し、Javaプラットフォーム上で動作する。
- 2005年 マイクロソフトがF#を公開。CLR上で動作し、OCamlをベースとした関数型プログラミングのパラダイムを導入。
- 2007年 C言語の置き換えを目指して開発されたD言語バージョン1.0がリリース。ネイティブコードで動作し、近年発達してきた他の言語の機能を多く取り入れている。
- 2009年 GoogleがGoを発表。並列コンピューティングに配慮したコンパイラ言語。依存性の注入を言語仕様に取り込み、例外処理やクラスの継承、アサーション、オーバーロードといった機能を排除している。

その他、GPU上で動作するシェーダープログラムを記述するための高水準言語として、Cg、HLSL、GLSLが登場。また、GPGPUプログラミング向けの言語拡張としてCUDA C/C++、OpenCL Cなどが登場した。いずれもC言語およびC++の構文をベースとした言語がよく使われている。

## 2010年代
新しく登場する言語は、関数型言語に影響を受けたオブジェクト指向言語が大半を占めるようになった。また、記述能力や安全性の向上した新しい言語の出現、アプリケーション実行プラットフォームの急速な変化といった影響から、C++, Java, C#といった既存の主流言語の機能仕様も頻繁にアップデートされるようになった。
- 2010年 MozillaがRustを発表。大規模なサーバーなどにおけるシステムの構築を得意とする言語である。安全性、速度、並行性の追求を目標としている。
- 2011年 GoogleがDartを発表。ウェブブラウザ組込みのスクリプト言語であるJavaScriptの代替となることを目的に作られた。2014年にECMA-408標準規格に登録。
- 2011年 JetBrainsがKotlinを発表。Java VM上で動作する。Javaと比べてコードの簡潔性や安全性を向上させるための改良が多く加えられている。
- 2012年 MITのJeff Bezanson、Stefan Karpinski、Viral B. Shah、Alan EdelmanがJuliaを発表。MATLABのような数値計算向けの操作性とLispのマクロのような柔軟性を持ち、Pythonのような動的型付け言語でありながら、C言語やFortranのような静的型付け言語の良さも取り入れた言語である。多重ディスパッチなどを特徴とする。
- 2014年 AppleがSwiftを発表。Objective-Cのオブジェクト機構をベースに、近代的な構文や機能を持つ新たな言語となっている。Objective-CのクラスやC言語形式関数であればシームレスに利用・相互運用することができる。LLVM上でコンパイルしデバッグする。
- 2014年 FacebookがHackを発表。PHPをベースにした新しい言語である。